# Abd-as-Samad ibn Abd-Al·lah al-Palimbaní
Abd-as-Samad ibn Abd-Al·lah al-Palimbaní fou un religiós de Palembang a Sumatra, deixeble de Muhàmmad as-Samman (mort el 1776) que havia fundat l'orde dels Sammaniyya.
La seva fama deriva de la traducció (lliure) que va fer al malai de l'obra d'Al-Ghazalí titulada Lubab ikya ulum al-din, que en malai es va dir Sayr al-salikin ila ibadat rabb al-alamin, i que va fer entre 1193 i 1203. També va compilar en àrab un tractat anomenat Nasihat al-Muslimín, amb exhortacions a la guerra santa. Fou la inspiració de poemes usats a Atjeh en la guerra contra els neerlandesos al pas del segle xix al xx.